# Roman Romanchuk
Roman Romanóvich Romanchuk –en ruso, Роман Романович Романчук– (Stry, URSS, 3 de junio de 1979-Odesa, 8 de septiembre de 2016) fue un deportista ruso de origen ucraniano que compitió en boxeo.
Ganó una medalla de plata en el Campeonato Mundial de Boxeo Aficionado de 2005 y una medalla de plata en el Campeonato Europeo de Boxeo Aficionado de 2006.
Falleció a los 37 años a causa de un ataque cardiaco.

## Palmarés internacional
| Campeonato Mundial | Campeonato Mundial | Campeonato Mundial | Campeonato Mundial |
| Año                | Lugar              | Medalla            | Categoría          |
| ------------------ | ------------------ | ------------------ | ------------------ |
| 2005               | Mianyang (China)   | Medalla de plata   | +91 kg             |
| Campeonato Europeo |                    |                    |                    |
| Año                | Lugar              | Medalla            | Categoría          |
| 2006               | Plovdiv (Bulgaria) | Medalla de plata   | 91 kg              |